# طب نمط الحياة
طب نمط الحياة هو فرع من فروع الطب يركز على الرعاية الصحية الوقائية والرعاية الذاتية التي تتعامل مع الوقاية والبحث والتعليم وعلاج الاضطرابات الناجمة عن أمراض نمط الحياة وأسباب الوفاة التي يمكن منعها مثل التغذية، والخمول البدني، والإجهاد المزمن، و سلوكيات التدمير الذاتي بما في ذلك استهلاك منتجات التبغ وتعاطي المخدرات أو الكحول. الهدف من طب نمط الحياة هو تحسين صحة الأفراد ورفاهيتهم من خلال تطبيق الركائز الستة لطب نمط الحياة (التغذية، والنشاط البدني المنتظم، والنوم المنظم، وإدارة الإجهاد، وتجنب المواد الخطرة، والتواصل الاجتماعي الإيجابي) لمنع الأمراض المزمنة مثل أمراض القلب والأوعية الدموية. الأمراض، والسكري، والمتلازمة الأيضية، والسمنة. من خلال التركيز على هذه المجالات الستة لتحسين الصحة، يمكن أن يمنع طب نمط الحياة 80% من الأمراض المزمنة والأمراض غير السارية (NCD).
يركز طب نمط الحياة على تثقيف وتحفيز المرضى لتحسين نوعية حياتهم من خلال تغيير العادات والسلوكيات الشخصية حول استخدام الأنظمة الغذائية الصحية التي تقلل من الأطعمة المعالجة مثل حمية البحر الأبيض المتوسط أو الأطعمة الكاملة والأنماط الغذائية التي تهيمن عليها النباتات. خيارات نمط الحياة السيئة مثل الأنماط الغذائية، والخمول البدني، وتعاطي التبغ، والكحول والإدمان عليهم، وإدمان المخدرات والاعتماد عليها، بالإضافة إلى العوامل النفسية الاجتماعية، على سبيل المثال، التوتر المزمن ونقص الدعم الاجتماعي والمجتمعي، يساهمان في الإصابة بالأمراض المزمنة. في العيادة، العوائق الرئيسية أمام تقديم المشورة بشأن نمط الحياة هي أن الأطباء يشعرون بعدم الاستعداد ويكونون متشككين بشأن تقبل مرضاهم. ومع ذلك، من خلال تشجيع القرارات الصحية، يمكن إدارة الأمراض أو عكسها أو الوقاية منها بشكل أفضل على المدى الطويل.

## الصفات

### طب نمط الحياة في الممارسة
الدليل على أن الجسم سوف يشفي نفسه عندما تزال العوامل المسببة للمرض واضح. أمراض مثل أمراض القلب والأوعية الدموية ومرض السكري من النمط 2 التي كان يعتقد في السابق أنه لا رجعة فيها، عولجت من خلال تدخلات نمط الحياة. تتطلب تدخلات نمط الحياة تغييرات سلوكية قد تشكل تحديًا للعاملين في مجال الصحة والمجتمعات والمرضى. تتمثل مهمة ممارس طب نمط الحياة في تحفيز ودعم تغييرات السلوك الصحي من خلال الأساليب الشاملة القائمة على الأدلة لمنع الحالات المزمنة وعكسها. يؤكد طب نمط الحياة على الرعاية الشخصية ويستخدم الأساليب التي تركز على المريض مثل تحديد الأهداف، واتخاذ القرارات المشتركة، والإدارة الذاتية. على سبيل المثال، يمكن أن يكون تدريب المرضى على كيفية طهي الطعام الصحي في المنزل جزءًا من الممارسة الطبية الموجهة نحو نمط الحياة. التركيز على الاحتياجات الصحية للفرد يشمل النظر في احتياجات الشخص الاجتماعية والاقتصادية أيضًا.
يستخدم طب نمط الحياة العلوم السلوكية لتزويد المرضى وتشجيعهم على إجراء تغييرات في نمط حياتهم. هناك العديد من النظريات المتعلقة بتغيير السلوك؛ ونماذج نظرية محددة مناسب بشكل خاص لطب نمط الحياة. ويفترض أن الأفراد يتقدمون عبر ست مراحل من التغيير: التأمل المسبق، والتأمل، والإعداد، والعمل، والصيانة، والإنهاء. من المرجح أن تؤدي التدخلات المتطابقة مع المرحلة إلى تغييرات سلوكية ناجحة. يشجع ممارسو طب نمط الحياة على اعتماد أساليب الاستشارة مثل المقابلات التحفيزية (MI) لتحديد مدى استعداد المريض للتغيير وتوفير تدخلات نمط الحياة المناسبة للمرحلة. وقد أظهرت هذه المهارات أنها أكثر فعالية من تقديم النصائح مثل مارس الرياضة أكثر وتناول طعامًا صحيًا. يوفر أطباء طب نمط الحياة الأدوات والموارد اللازمة لتمكين الأشخاص من إدارة الرعاية الصحية الخاصة بهم ومنحهم الثقة ليعيشوا حياة صحية.
يشبه طب نمط الحياة الطب الوقائي من حيث أنه يسد الفجوة بين الطب التقليدي والصحة العامة. تُستخدم تدخلات طب نمط الحياة مثل استشارات تغيير السلوك جنبًا إلى جنب مع العلاج الدوائي. مثل كل الطب، يعزز طب نمط الحياة خيارات نمط الحياة الصحي للوقاية من الأمراض وعلاجها. تعد الصحة العامة والإدارة الذاتية عنصرين حاسمين في طب نمط الحياة وتعزز فكرة العيش بصحة أفضل من خلال تغيير السلوك. تعزيز الصحة هو أساس طب نمط الحياة ويشجع الأفراد على المشاركة في رعايتهم ورفاهيتهم.

#### مستويات طب نمط الحياة
يمكن ممارسة طب نمط الحياة على ثلاثة مستويات. يتضمن المستوى الأول اعتراف جميع المتخصصين في الرعاية الصحية بأن خيارات نمط الحياة تحدد الحالة الصحية وتعد معدلات مهمة للاستجابة للعلاجات الصيدلانية و/أو الجراحية. يشجع جميع الممارسين على تضمين نصائح نمط الحياة جنبًا إلى جنب مع بروتوكولات العلاج القياسية. المستوى الثاني هو الرعاية المتخصصة (على سبيل المثال، الطب الرياضي والطب الطبيعي) حيث تكون تدخلات طب نمط الحياة هي محور العلاج وتكون العلاجات الصيدلانية و/أو الجراحية بمثابة مساعد يستخدم عند الضرورة. المستوى الثالث هو برامج وسياسات الصحة السكانية/المجتمعية. ينبغي إدراج نصيحة التدخل في نمط الحياة في إرشادات وسياسات الصحة العامة/الطب الوقائي للوقاية من الأمراض المزمنة وعلاجها.

#### التعليم المهني/التعاون في ممارسة طب نمط الحياة
يستفيد متخصصو الرعاية الصحية ومرضاهم في المستقبل إذا دمجت أساسيات طب نمط الحياة في جميع برامج التدريب المهني. التدريب الرسمي والخبرة الشخصية لتدخلات نمط الحياة القائمة على الأدلة مثل التغذية النباتية، وإدارة الإجهاد، والنشاط البدني، وإدارة النوم، ومهارات العلاقات، وتخفيف تعاطي المخدرات من شأنها أن تحول نظام الرعاية الصحية الأمريكي. يعد طب نمط الحياة مناسبًا بشكل فريد للتعليم المهني الذي يتعلم فيه الطلاب من اثنين أو أكثر من مهن الرعاية الصحية معًا أثناء التدريب المهني بهدف تنمية الممارسة التعاونية للرعاية التي تركز على المريض. يجب أن يشعر الأطباء ومقدمو الرعاية الصحية الآخرون بالراحة في التحدث مع مرضاهم حول التغييرات السلوكية في نمط الحياة وتقييم الاحتياجات في محددات الصحة. إن إشراك المرضى في هذه المحادثات يمكن أن يساعدهم بشكل أفضل في تحقيق أهداف أسلوب حياتهم والرعاية الصحية.
هناك العديد من المسارات التعليمية لتصبح خبيرًا في طب نمط الحياة. يمكن للأطباء أن يصبحوا معتمدين أو معتمدين من البورد الدولي لطب نمط الحياة (IBLM)، والمجلس الأمريكي لطب نمط الحياة (ABLM)، والجمعية البريطانية لطب نمط الحياة (BSLM). التحالف العالمي لطب نمط الحياة (LMGA) هو منظمة تربط المتخصصين في طب نمط الحياة من الدول حول العالم للتعاون ومشاركة الموارد وإنشاء حلول للوقاية من الأمراض المزمنة وغير المعدية وعكس اتجاهها.